# 夏洛特·刘易斯
夏洛特·刘易斯（英語：Charlotte Lewis，1955年9月10日—2007年9月17日），生于芝加哥，美国女子篮球运动员。她曾代表美国国家队参加1976年夏季奥林匹克运动会篮球比赛，获得一枚银牌。